# Gonaté
Gonaté  è una città e sottoprefettura della Costa d'Avorio appartenente al dipartimento di Daloa. Conta una popolazione di 36 938 abitanti (censimento 2014).